# Аняня

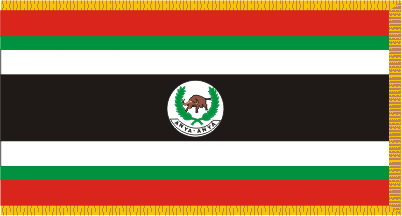
Флаг Анянья: Красный символизировал пролитую в войне кровь; зелёный — землю; белый — надежду на мир; чёрный — африканский континент. Буйвол символизировал силу. Различные версии содержали буйвола, змею, и ядовитую стрелу в центре, либо вовсе не имели эмблемы.

Аняня (также Аня-Нья) — повстанческая организация южносуданских сепаратистов, образованная во время первой гражданской войны в Судане.
Движение, возникшее во время второй гражданской войны в Судане, в свою очередь, называлось Аняня II. Название группировки означает «змеиный яд» на языке ма’ди.

## История
Аньянья была основана в 1963 году, когда племена юга Судана развязали войну против суданского правительства.
Восстание стало известно как Мятеж Аньянья или первая гражданская война в Судане. Она завершилась подписанием Аддис-абебского соглашения с правительством в 1972 году.

### Последствия
Ещё до завершения гражданской войны, многие военные из Аньянья пересекли границу с Угандой, где лояльный к ним Иди Амин управлял войсками. Несмотря на сопротивление тогдашнего президента Уганды Милтона Оботе, Амин организовал наем Аньянья в армию Уганды. После того, как Амин в результате переворота 1971 года сверг Оботе и стал президентом, в армию Уганды было рекрутировано еще больше бывших бойцов Аньянья, поскольку Иди Амин считал их лояльными своему правительству. Большая часть суданского сопротивления впоследствии стала наёмниками. Эли Тауэлли и Годвин Суле были известными бойцами Аньянья в армии Уганды. По причине связи с непопулярным режимом Амина, слово «Аньянья» стало ругательным в Уганде и использовалось для обозначения жителей северных регионов страны или иностранцев.
В 1975 году многие бывшие члены Аньяньи, находившиеся в Судане, взялись за оружие в районе Верхнего Нила и Экватории. Их назвали[кто?] Аньянья II. Когда в 1983 году были нарушены Аддис-абебские соглашения, положившие начало второй гражданской войне в Судане, было основано Освободительное движение Южного Судана. Разногласия между Аньянья II и Освободительным движением Южного Судана привели к окончательному разгрому Аньяньи. Некоторые участники группировки примкнули к Освободительному движению Южного Судана, другие организовали ополчение, поддержанное суданским правительством.